# Ківа Олександр Юхимович
Олександр Юхимович Ківа (Кива) (нар. 22 червня 1937, село Васьки, тепер Полтавського району Полтавської області) — український радянський діяч, голова Полтавського міськвиконкому, 1-й секретар Полтавського міськкому КПУ. Член Ревізійної Комісії КПУ в 1986—1990 р.

## Біографія
Закінчив механічний факультет Полтавського технікуму м'ясної промисловості. До 1959 року служив у Радянській армії.
Член КПРС з 1959 року.
У 1959—1965 р. — студент Харківського політехнічного інституту, здобув фах радіоелектроніка.
У лютому 1965 — жовтні 1966 р. — працівник бюро технічної документації, технолог, заступник начальника цеху Полтавського приладо-механічного заводу Міністерства електронної промисловості СРСР. У жовтні 1966 — березні 1970 р. — секретар партійного комітету КПУ Полтавського приладо-механічного заводу.
У березні 1970 — вересні 1972 р. — 1-й секретар Октябрського районного комітету КПУ міста Полтави.
У вересні 1972 — липні 1978 р. — 2-й секретар Полтавського міського комітету КПУ.
У липні 1978 — жовтні 1981 р. — голова виконавчого комітету Полтавської міської ради народних депутатів.
У жовтні 1981 — вересні 1991 р. — 1-й секретар Полтавського міського комітету КПУ.
У 1991—1992 р. — інженер Полтавського обласного управління місцевої промисловості. З 1992 року — заступник генерального директора об'єднання «Полтава», «Облкомунуправління», фірми «Тест». 
Потім — на пенсії у місті Полтаві. Обирався членом Полтавського обласного комітету Компартії України.

## Нагороди
- орден Трудового Червоного Прапора
- орден Знак Пошани
- орден Дружби народів
- дві медалі
- почесна грамота Президії Верховної Ради УРСР